# Knox (Wisconsin)
Knox es un pueblo ubicado en el condado de Price en el estado estadounidense de Wisconsin. En el Censo de 2010 tenía una población de 341 habitantes y una densidad poblacional de 2,73 personas por km².

## Geografía
Knox se encuentra ubicado en las coordenadas 45°32′46″N 90°6′35″O / 45.54611, -90.10972. Según la Oficina del Censo de los Estados Unidos, Knox tiene una superficie total de 124.8 km², de la cual 124.74 km² corresponden a tierra firme y (0.04%) 0.05 km² es agua.

## Demografía
Según el censo de 2010, había 341 personas residiendo en Knox. La densidad de población era de 2,73 hab./km². De los 341 habitantes, Knox estaba compuesto por el 99.41% blancos, el 0% eran afroamericanos, el 0.59% eran amerindios, el 0% eran asiáticos, el 0% eran isleños del Pacífico, el 0% eran de otras razas y el 0% pertenecían a dos o más razas. Del total de la población el 0% eran hispanos o latinos de cualquier raza.